# Новоселок (Пеновский район)
Новоселок — деревня в Пеновском районе Тверской области.

## География
Находится в западной части Тверской области на расстоянии приблизительно 31 км на запад-северо-запад по прямой от районного центра поселка Пено.

## История
В 1859 году здесь (деревня Осташковского уезда) было учтено 4 двора, в 1939 — 13. До 2020 года входила в Рунское сельское поселение Пеновского района до их упразднения.

## Население
Численность населения: 38 человек (1859 год), 50 (русские 96 %) в 2002 году, 29 в 2010.